# Richard Clark Barkley

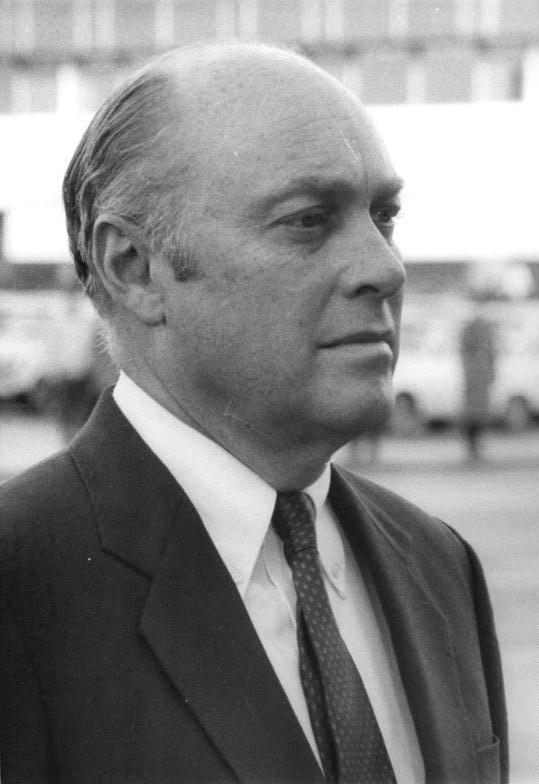
Richard Clark Barkley (1988)

Richard Clark Barkley (* 23. Dezember 1932 in Chicago, Illinois; † 30. Januar 2015 in Arlington, Virginia) war ein ranghoher amerikanischer Diplomat. Von Dezember 1988 bis Anfang Oktober 1990 wirkte er als letzter Botschafter der USA in der Deutschen Demokratischen Republik (DDR) und anschließend von 1991 bis 1994 als Leiter der US-Botschaft in der Türkei.

## Leben
Richard Barkley wurde 1932 in Chicago geboren und absolvierte nach einem Studium an der Michigan State University, das er 1954 mit einem B.A. abschloss, und einem anschließenden M.A.-Abschluss an der Wayne State University im Jahr 1955 zunächst bis 1957 Militärdienst in der United States Army. Von 1959 bis 1961 wirkte er dann im Ausland als Dozent der University of Maryland, bevor er 1962 in den auswärtigen Dienst seines Landes eintrat. Von 1965 bis 1967 war er Vizekonsul in  Santiago de los Caballeros in der Dominikanischen Republik. Nach einem Jahr an der Columbia University wirkte er von 1968 bis 1971 als Referent des US-Außenministeriums für internationale Beziehungen. In gleicher Funktion war er ab 1971 im Ausland tätig, darunter von 1971 bis 1972 in der amerikanischen Botschaft in Bonn und von 1972 bis 1974 in der US-Botschaft in der DDR in Berlin. Nach einer Tätigkeit von 1974 bis 1977 als persönlicher Assistent von Botschafter Ellsworth Bunker war er bis 1979 im Büro für mitteleuropäische Angelegenheiten (Office of Central European Affairs) des Außenministeriums tätig.
Anschließend wechselte Richard Barkley nach Norwegen, wo er von 1979 bis 1982 stellvertretender Leiter der diplomatischen Vertretung seines Landes war. Von 1982 bis 1985 wirkte er als politischer Berater der amerikanischen Botschaft in Bonn. Ab 1985 war er stellvertretender Leiter der US-Gesandtschaft in Pretoria, der Hauptstadt Südafrikas, bevor er am 10. Juni 1988 von Präsident Ronald Reagan für den Posten des US-Botschafters in der DDR nominiert wurde. Er trat die Nachfolge von Francis J. Meehan am 19. Dezember desselben Jahres an und wirkte bis zum 2. Oktober 1990, dem Vorabend der deutschen Wiedervereinigung, in der US-Botschaft in Berlin. Anschließend war er vom 9. Oktober 1991 bis zum 15. Dezember 1994 als außerordentlicher und bevollmächtigter Botschafter und Leiter der US-Botschaft in Ankara tätig, nachdem er übergangsweise Gaststipendiat der National Defense University gewesen war.
Richard Clark Barkley starb am 30. Januar 2015 in einem Krankenhaus in Arlington im Alter von 82 Jahren. Er hinterließ seine zweite Frau Nina und zwei Töchter.